# Fredy Amweg
 (août 2015).
Alfred "Fredy" Amweg, dit Fast Fredy, ou Bergkönig, né le 25 juillet 1949 à Aarau et résident à Ammerswil, est un pilote automobile suisse de courses de côte essentiellement, à bord de monoplaces. Il a également disputé des courses de Formule 2 au milieu des années 1970.

## Biographie
Débutant par des compétitions de karting (construits par son père), sa carrière en course -près de 500 épreuves- s'est étalée sur une trentaine d'années entre 1967 () et 1998.
Il rejoint l'entreprise familiale de construction de tracteurs (Köpfli-Amweg) pleinement à partir de 1979 (créée par Josef Köpfli -1910-1988- en 1948, rejoint par Arnold Amweg -1921-2007, d'Ammerswil- en 1950, le père de Fredy). Il est depuis lors réputé comme mécanicien spécialisé dans la conception et l'assemblage de boîtes de vitesses, ainsi que pour la réparation de tracteurs et de voitures de course anciens.
En 25 participations, il a remporté la côte de Gurnigel à 19 reprises. Il a aussi obtenu dix succès dans celle de Hemberg (Toggenburg) jusqu'en 1990 (autre course nationale, organisée à 22 reprises de 1968 à 1990).
Il a été de nombreuses fois champion de Suisse de la montagne, ainsi que de Formule 2.
Sa fille Sabine (née en 1982, essentiellement en Coupe Clio de Suisse, puis en VLN) et ses deux plus jeunes fils, Thomas (championnat de Suisse de Formule Renault entre 2006 et 2010, puis d'Autriche dont il devient le champion en 2011, et enfin d'Allemagne à partir de 2014) et Manuel, ont également disputé des compétitions automobiles. L'un de ses petits fils, Levin, a remporté le championnat de Suisse de karting en 2010.

## Palmarès en montagne

### Titres
- Champion de Suisse à 14 reprises (record), en 1973 (Brabham BT38), 1979, 1980, 1981, 1982, 1985, 1986, 1987, 1989, 1990 (Martini), 1994, 1995, 1996 et 1997 (Lola)[3] ;

### Victoires notables
- Septuple vainqueur de la course de côte Saint-Ursanne - Les Rangiers (record), en 1981 et 1986 (sur Martini-BMW), puis de 1994 à 1998 (sur Lola-Mader ; 2e en 1974, 1982 et 1985) ;
- Schauinsland : 1974 (sur March F2-BMW) ;
- Trier : 1987 (sur Martini) ;
- Ecce Homo (Šternberk) : 1989 (sur Martini).